# نیوئینگتون، فولکستون اند هیث
نیوئینگتون (به انگلیسی: Newington) یک روستا و محله مدنی در بریتانیا است که در Folkestone and Hythe واقع شده‌است. نیوئینگتون ۳۶۸ نفر جمعیت دارد.